# Stefan Bergmann (Journalist, 1968)
Stefan Bergmann (* 1968) ist ein deutscher Journalist.

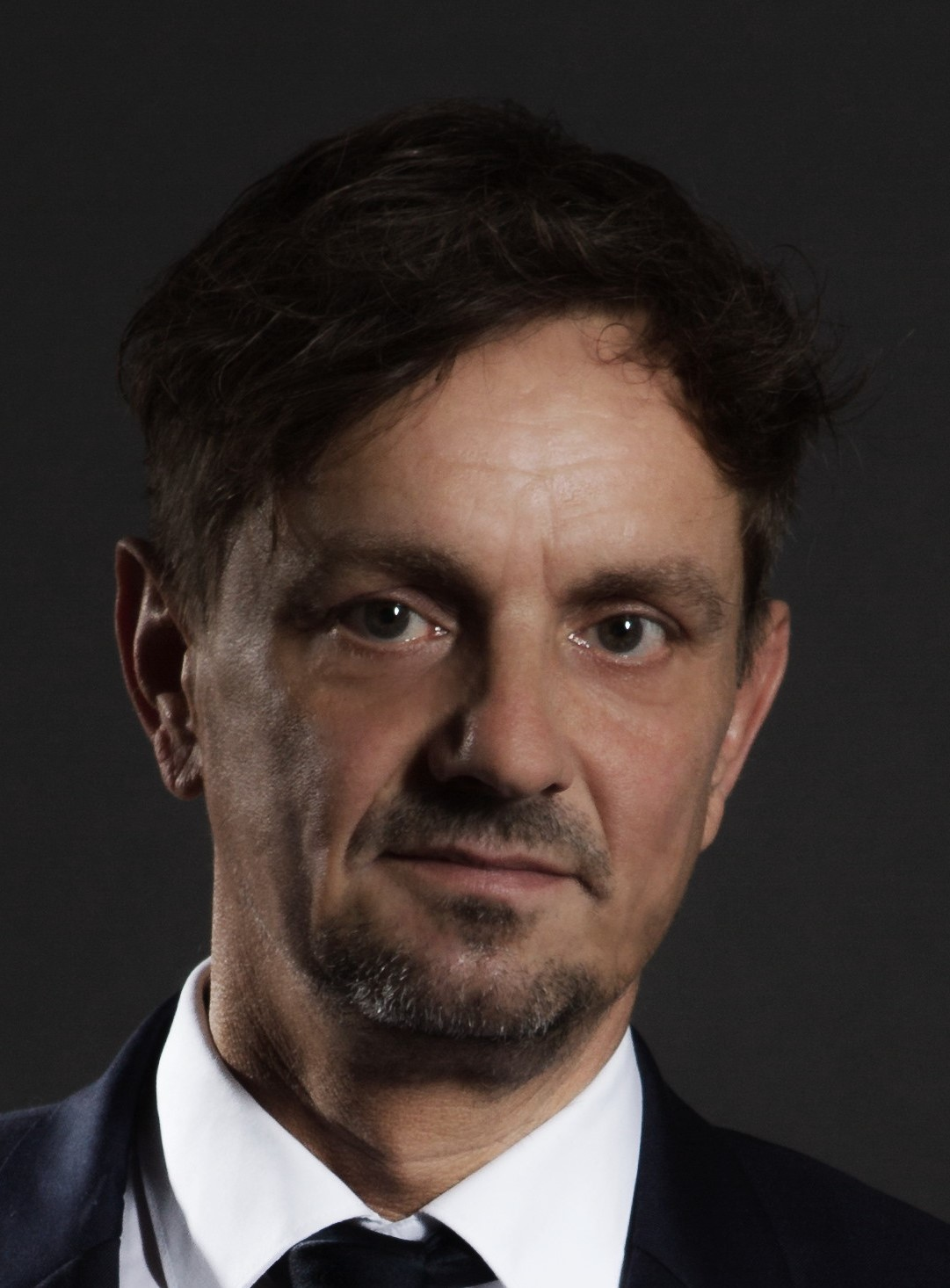
Stefan Bergmann

## Leben
Stefan Bergmann studierte Germanistik, Philosophie und Sprachwissenschaft an der Westfälischen Wilhelms-Universität Münster sowie Publizistik an der Freien Universität Berlin.
Seine journalistische Karriere begann Bergmann bei den Westfälischen Nachrichten und war Pressesprecher der Bezirksregierung Münster.
2006 übernahm er die Lokalredaktion der Münsterschen Zeitung, nachdem er zuvor die Entwicklungsredaktion geleitet hatte. Von November 2014 bis April 2020 war Bergmann Chefredakteur der Emder Zeitung. Nach einem Komplett-Relaunch im Januar 2015 errang das Blatt zwei Design-Preise beim European Newspaper Award. Beim Wettbewerb im Jahr 2016 gewann das Blatt vier Auszeichnungen vor allem für den vorbildlichen Umgang mit Fotos.
Im Zuge der Umstrukturierung der Emder Zeitung verließ Stefan Bergmann das Blatt zum 1. Januar 2021 und wechselte als Head of Communication zum Emder Unternehmen Dirks Group. Mit 4000 Mitarbeitern europaweit arbeitet es im Bereich Industrie, Automation, Defence & Security sowie Distribution. Zugleich war er ehrenamtlich Sprecher des Maskenverbandes Deutschland e. V., der Lobby-Arbeit für die deutschen Hersteller von PSA (Persönliche Schutzausrüstung: Masken etc.) leistet.
Im März 2023 wechselte Bergmann zurück in den Journalismus und arbeitet als Head of Digital für die in Norden/Niedersachsen erscheinende Tageszeitung "Ostfriesischer Kurier".
Er arbeitet ebenfalls als Lehrbeauftragter für das Fach Journalistik an der Hochschule Emden sowie als Autor einer politischen Zeitungskolumne in Münster.